# جولي آن دوسن
جولي آن دوسن (بالإنجليزية: Julie Ann Dawson)‏ هي كاتِبة أمريكية، ولدت في 1971.